# فاکتور پنج انعقاد خون
فاکتور پنج انعقاد خون یا فاکتور V (proaccelerin)، پروتئینی است که در انعقاد خون نقش دارد. این پروتئین برخلاف اغلب عوامل انعقاد خون آنزیم نیست بلکه کوفاکتور است. نبود این عامل موجب افزایش خونریزی می‌شود.

## مسیر مشترک انعقاد خون
فاکتور پنج با نیمه عمر ۱۲ ساعته در پلاسما در گردش است. فاکتور پنج فعال بخش از مسیر مشترک انعقاد خون است. این فاکتور همراه با فاکتور X پروترومبین را به ترومبین تبدیل می‌کند. به طور فیزیولوژیک، فاکتور پنج فعال شده (FVa) سریعاً توسط پروتئین C فعال (APC) به منظور حفظ حالت طبیعی هموستاز غیرفعال می‌شود.

The coagulation cascade.